# صدف کوه‌های راکی
صدف کوه‌های راکی (انگلیسی: Rocky Mountain oysters) غذایی است که با دنبلان گاو، خوک یا گوسفند تهیه می‌شود. این اندام‌ها را غالباً پس از پوست کندن عمیقاً سرخ کرده در آرد، نمک و فلفل غلتانده، و گاهی می‌کوبند تا صاف شود. این غذا بیشتر به عنوان پیش غذا به همراه سس سرو می‌شود.

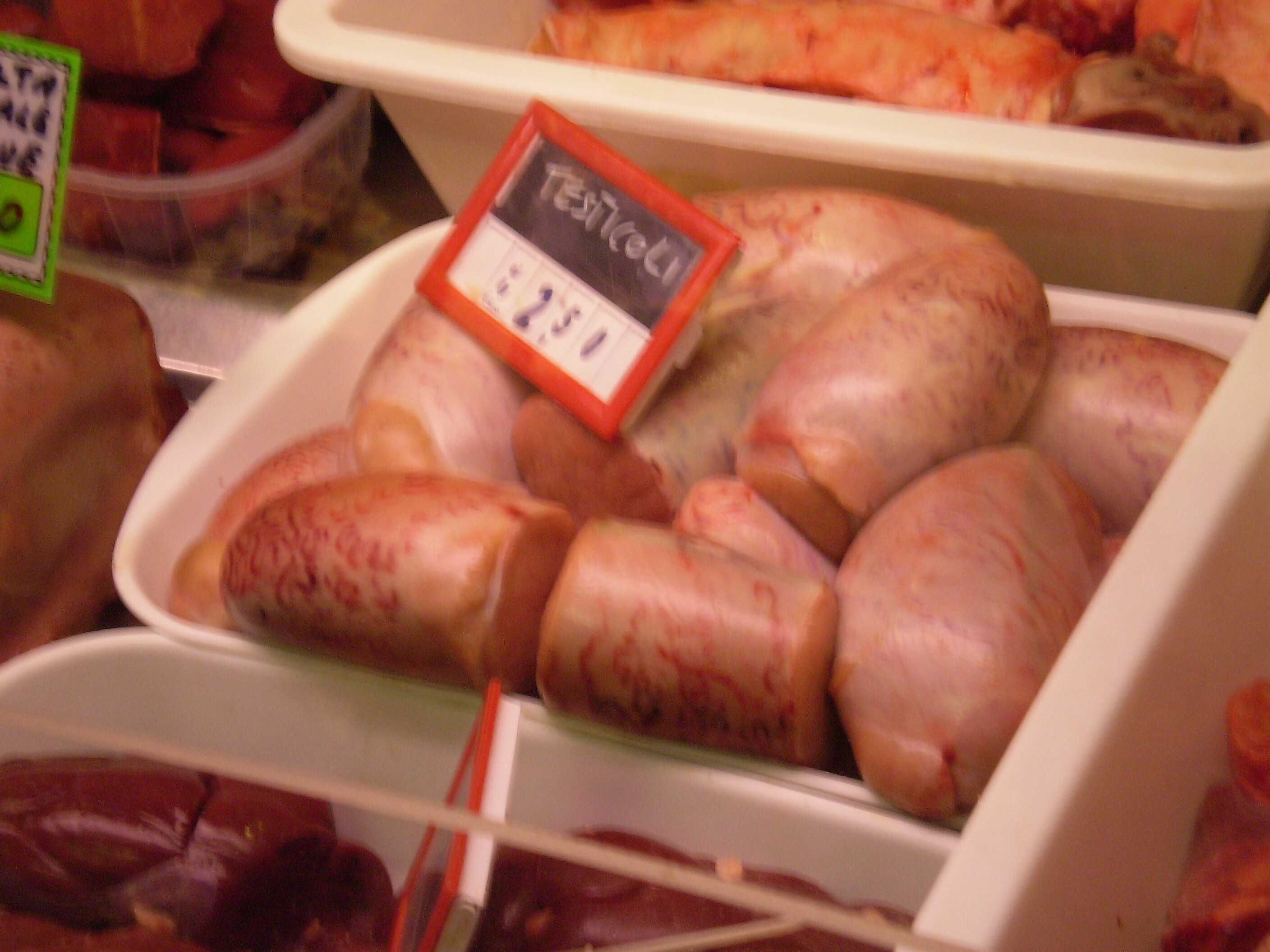
دنبلان خام گاوی در بازاری در ایتالیا